# Salangane à croupion blanc
Aerodramus spodiopygius
Espèce
Synonymes
- Macropteryx spodiopygius (Protonyme)
- Aerodramus spodiopygia
- Collocalia spodiopygius
- Collocalia spodiopygia

Statut de conservation UICN

 LC  : Préoccupation mineure

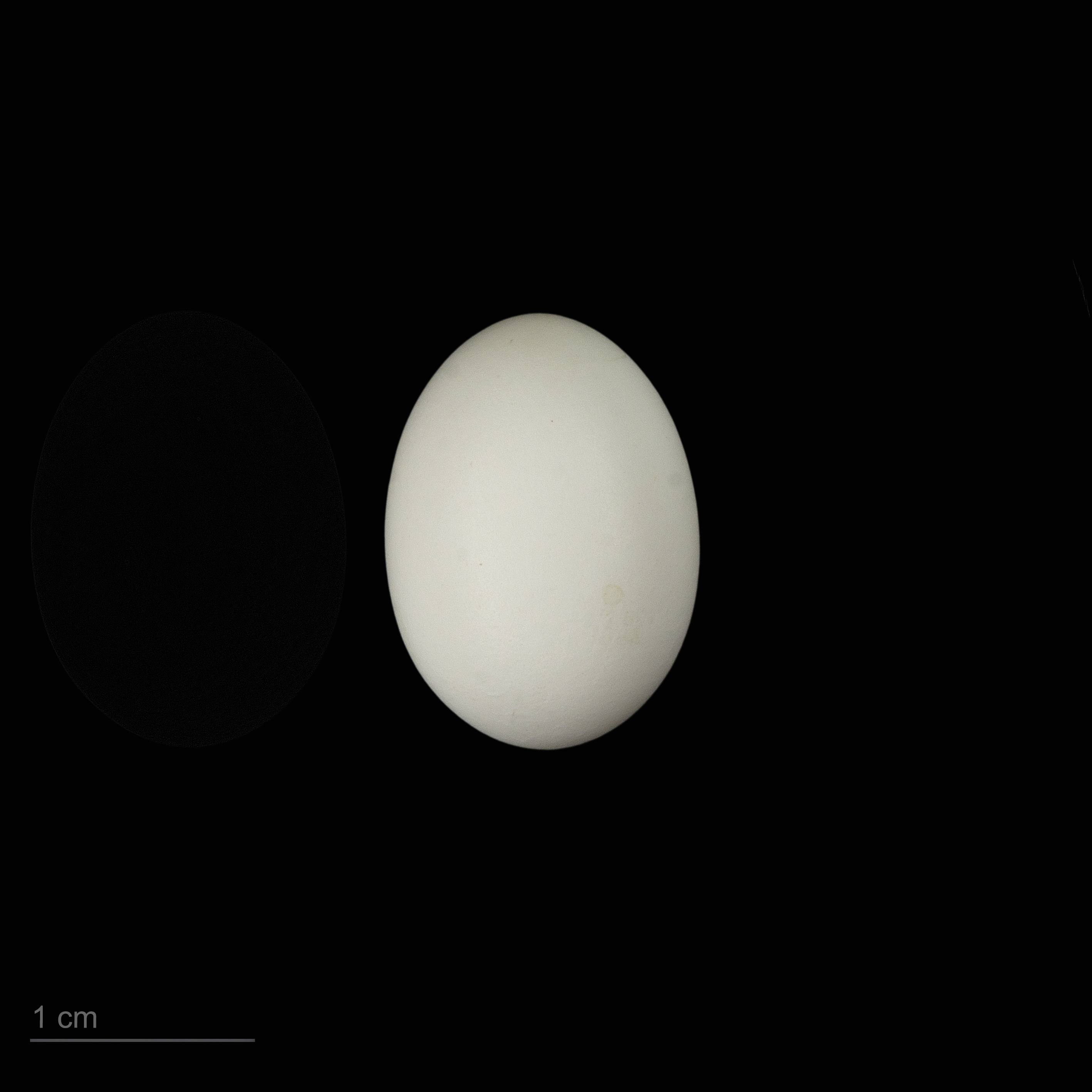
Œuf de Aerodramus spodiopygius - Muséum de Toulouse

La Salangane à croupion blanc (Aerodramus spodiopygius) est une espèce d'oiseau de la famille des Apodidae.

## Répartition et sous-espèces
Selon la classification de référence du Congrès ornithologique international (15.1, 2025) elle se répartit en onze sous-espèces (ordre phylogénique) :
- A. s. delichon (Salomonsen, 1983 — Manus ;
- A. s. eichhorni (Hartert, 1924) — Mussau et Emirau ;
- A. s. noonaedanae (Salomonsen, 1983 — Manam, Nouvelle-Irlande et Nouvelle-Bretagne ;
- A. s. reichenowi (Stresemann, 1912 — îles Salomon ;
- A. s. desolatus (Salomonsen, 1983 — îles Duff, Reef et Santa Cruz ;
- A. s. epiensis (Salomonsen, 1983 — Vanuatu : Ureparapara, d'Espiritu Santo à Epi ;
- A. s. ingens (Salomonsen, 1983 — Vanuatu : d'Emae à Aneityum ;
- A. s. leucopygius (Wallace, 1864 — Nouvelle-Calédonie ;
- A. s. assimilis (Stresemann, 1912 — Fidji ;
- A. s. townsendi (Oberholser, 1906) — Tonga ;
- A. s. spodiopygius (Peale, 1848 — Samoa.